# Арышпарово
Арышпа́рово (баш. Арышпар) — село в Белорецком районе Республики Башкортостан России. Входит в состав Инзерского сельсовета. 

## География

### Географическое положение
Находится на берегу реки Манаир.
Расстояние до:

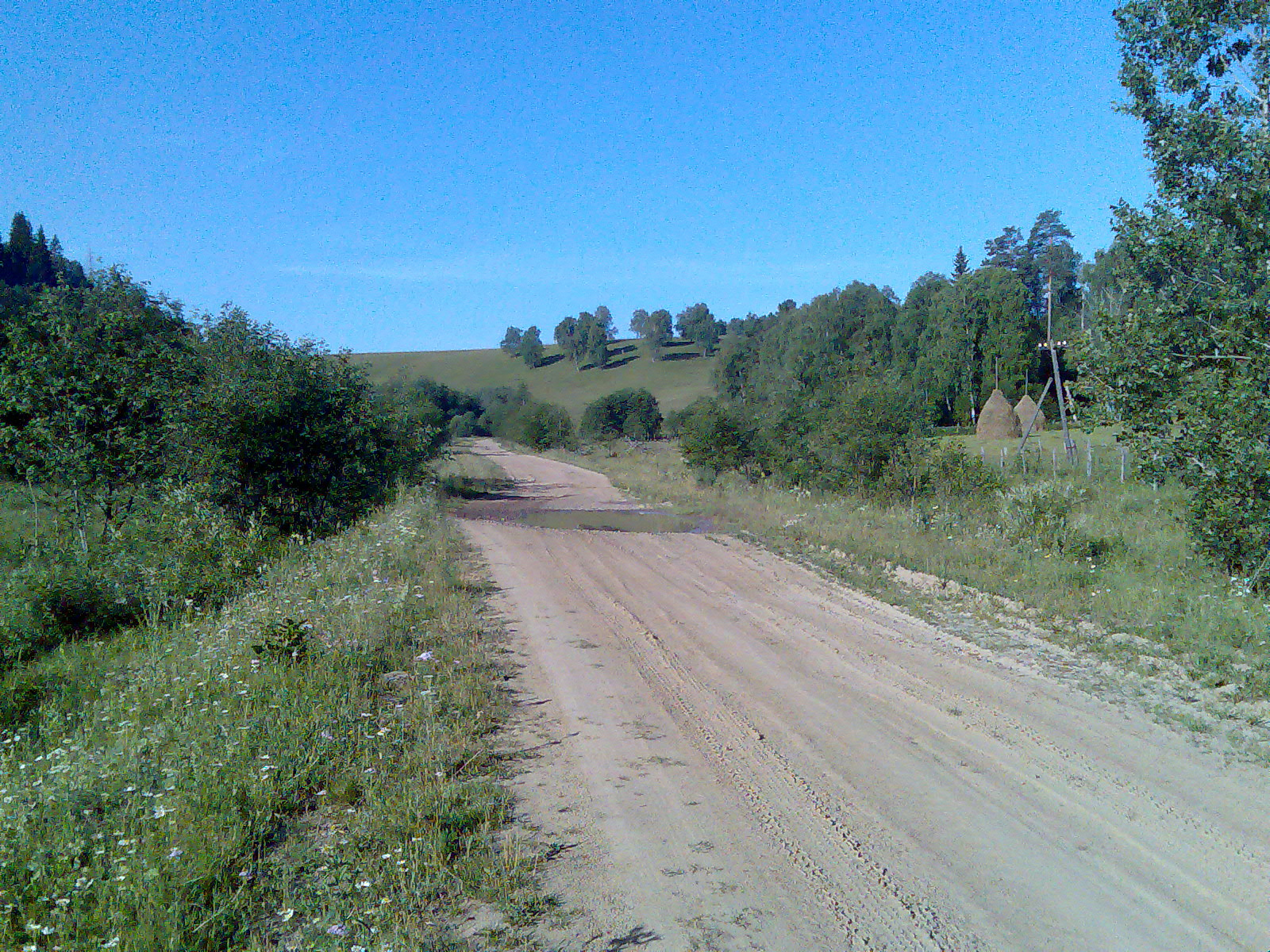
Дорога в Арышпарово

- районного центра (Белорецк): 110 км,
- центра сельсовета (Инзер): 25 км,
- ближайшей ж.-д. станции (Инзер): 28 км.

## Население
| 2002 | 2009 | 2010 |
| ---- | ---- | ---- |
| 110  | ↗134 | ↘59  |

Согласно переписи 2002 года, преобладающая национальность — башкиры (100 %).